# Вязовка (Майнский район)
Вязовка — село в Майнском районе Ульяновской области России. Входит в состав Майнского городского поселения.

## География
Село находится в центральной части Ульяновской области, в зоне хвойно-широколиственных лесов, в пределах Приволжской возвышенности, на правом берегу реки Вязовки, на расстоянии примерно 9 километров (по прямой) к юго-востоку от Майны, административного центра района. Абсолютная высота — 176 метров над уровнем моря.
Климат
Климат характеризуется как умеренно континентальный, с тёплым летом и умеренно холодной зимой. Среднегодовая температура воздуха — 4 — 4,2 °С. Средняя температура воздуха самого тёплого месяца (июля) — 19,5 °C ; самого холодного (января) — −11,8 °C. Среднегодовое количество атмосферных осадков составляет 310—460 мм, из которых большая часть (242—313 мм) выпадает в тёплый период.
Часовой пояс
Село Вязовка, как и вся Ульяновская область, находится в часовой зоне МСК+1. Смещение применяемого времени относительно UTC составляет +4:00.

## История
В 1985 году в центре села был открыт памятник односельчанам, погибшим в годы Великой Отечественной войны.
22 ноября 2021 года в селе освятили новый храм Архангела Михаила.

## Население
| 2010 |
| ---- |
| 356  |

Национальный состав
Согласно результатам переписи 2002 года, в национальной структуре населения русские составляли 78 % из 457 чел.